# Apokope
Apokope (uttalas a'på:kåpe) är en fonologisk term som innebär att ett språkljud (oftast vokal) i slutet av ett ord faller bort.

## Exempel
- Urnordiskans sunu-, som apokoperats till den moderna svenskans son
- Fornnordiskans kasta som apokoperats till jämtskans och västerbottniskans kaast
- Den saknade vokalen i ordet åka i Ingmar Stenmarks bevingade uttryck De ä bar å åk[1]